# Saídres
Saídres (oficialmente San Xoán de Saídres) es una parroquia española del municipio de Silleda, perteneciente a la provincia de Pontevedra, en la comunidad autónoma de Galicia.

## Historia
Hacia mediados del siglo XIX, la parroquia tenía contabilizada una población de 250 habitantes. Aparece descrita en el decimotercer volumen del Diccionario geográfico-estadístico-histórico de España y sus posesiones de Ultramar de Pascual Madoz con las siguientes palabras:

SAIDRES (San Juan): felig. en la prov. de Pontevedra (8 leg.), part. jud. de Lalin (1), dióc. de Lugo, ayunt. de Chapa. sit. en la márg. izq. del r. Deza, con libre ventilacion y clima sano. Tiene unas 50 casas en las ald. de Cagordoño, Cajeba, Maragouzos, Pena y Saidres. La igl. parr. (San Juan), de la que es aneja la de Sta. Maria de Carboeiro, se halla servida por un cura de primer ascenso y patronato ecl. y real. Confina al N. con el anejo, y por S. con la parr. de Castro. El terreno participa de monte y llano y de buena calidad. prod.: maiz, trigo, centeno, castañas, patatas, legumbres, hortaliza, vino, frutas, leña y pastos; hay ganado vacuno, de cerda y lanar, y pesca de anguilas y truchas. pobl.: 51 vec., 250 alm. contr.: con su ayuntamiento (V.).
(Madoz, 1849, p. 622)

En la actualidad, pertenece al municipio de Silleda. En 2022, tenía empadronados 105 habitantes.